# San Pedro-Mortero
San Pedro-Mortero es un barrio situado al suroeste de la ciudad española de Albacete. Al sur de Pedro Lamata y Santa Teresa tiene una población de 5011 habitantes (2012).

## Geografía
El barrio está situado al suroeste de Albacete, entre las calles Sin Melegriz,  Amanecer y Abanico al este, la calle Monte Mayor al sur, las calles de la Peseta, Profeta Elías, Rosalía de Castro, Cuba y Ramón Gómez Redondo al oeste y las calles Álamo, México y Avenida Primera de Mayo al norte. Linda con los barrios Santa Teresa y Pedro Lamata al norte. Forma parte del distrito C de Albacete junto con los barrios Fátima, Franciscanos, Parque Sur, Pedro Lamata, Santa Teresa, Sepulcro-Bolera y Vereda.

## Historia
El barrio San Pedro-Mortero es producto de la fusión de dos de los barrios que se asentaron en la periferia de la ciudad durante la segunda mitad del siglo XX: El Mortero de Pertusa y San Pedro.[cita requerida]

## Demografía

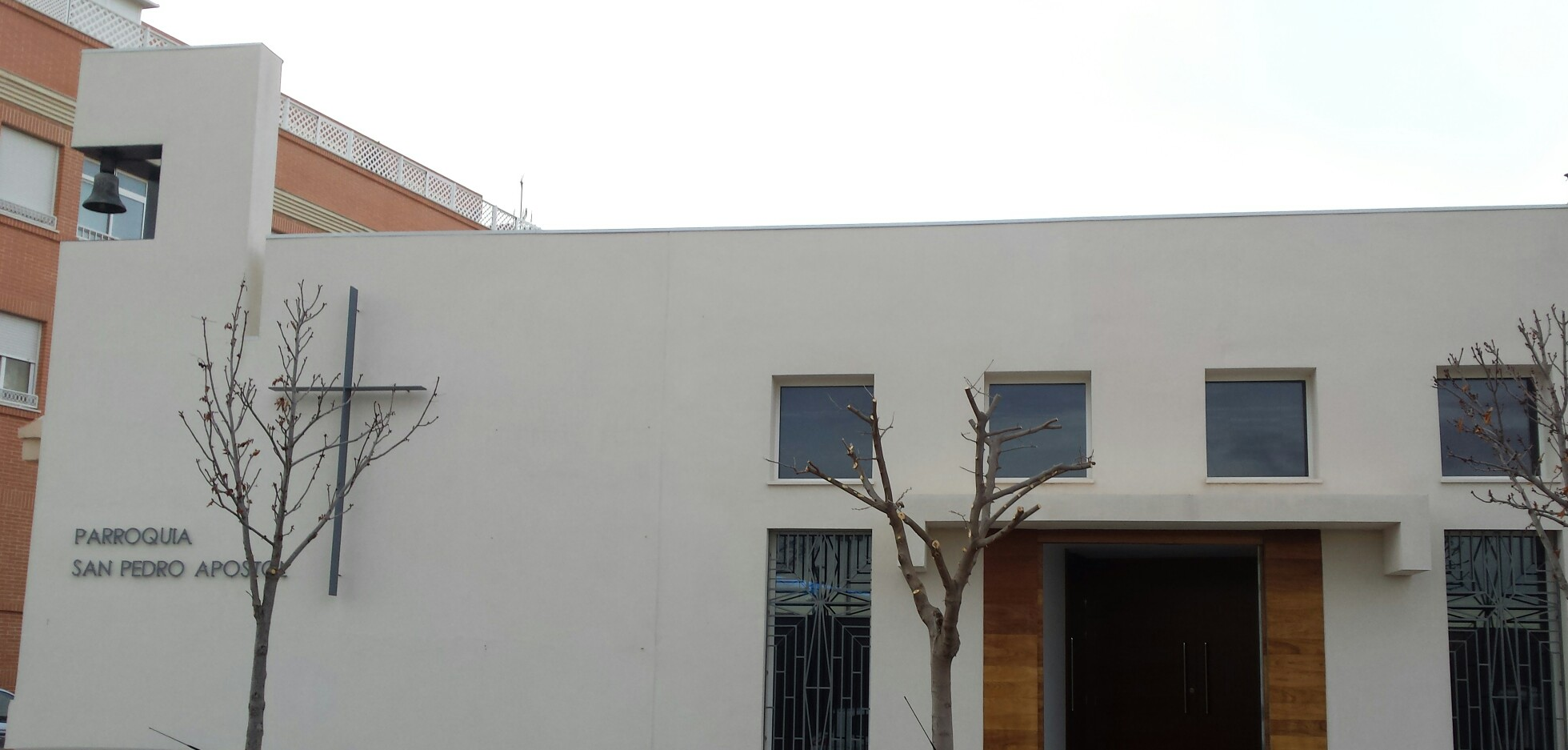
Vista de la iglesia de San Pedro

San Pedro-Mortero tiene 5011 habitantes (2012). Es un barrio de población joven. La población mayor de 65 años supone el 12 % del total de la población del barrio, mientras que la población infantil se sitúa en el 19 %.

## Infraestructuras
El barrio cuenta con el centro sociocultural San Pedro Mortero, la Escuela Infantil San Pedro Mortero y la iglesia de San Pedro.

## Fiestas
Las fiestas oficiales del barrio tienen lugar el primer fin de semana de agosto.

## Transporte
En autobús urbano, el barrio queda conectado mediante la siguiente línea:
| Línea | Trayecto                                                                                 | Recorrido                                                        | Frecuencia    |
| ----- | ---------------------------------------------------------------------------------------- | ---------------------------------------------------------------- | ------------- |
|       | Barrio San Pedro - Los Llanos del Águila - Parque Lineal - Parque Empresarial Campollano | Recorrido Archivado el 25 de febrero de 2014 en Wayback Machine. | 15-20 minutos |